# Bécc II mac Airemóin
Bécc II mac Airemóin (zm. 893 r.) – król Ulaidu (Ulsteru) od 886 r. do swej śmierci, syn Airemóna mac Áeda (zm. 886 r.), króla Ulaidu.
Bécc objął tron po śmierci swego brata stryjecznego, Fiachny V mac Ainbítha, zabitego z rąk swych towarzyszy. Według Księgi z Leinsteru rządził Ulsterem przez trzy lata. Źródła pod rokiem 893, podały, że zginął z ręki Aithéida (Aitítha mac Laigne). Tenże był królem Uí Echach Cobo oraz przyszłym królem Ulaidu.